# Stazione di Komada
La stazione di Komada (狛田駅?, Komada-eki) è una stazione ferroviaria della cittadina di Seika, nel distretto di Sōraku della prefettura di Kyoto, in Giappone, servente la linea Kintetsu Kyōto delle Ferrovie Kintetsu, che congiunge Kyoto con Nara. Dista 24,4 km dal capolinea di Kyoto Centrale.

## Linee
Ferrovie Kintetsu
● Linea Kintetsu Kyōto

## Aspetto
La stazione è costituita da 2 binari passanti con due marciapiedi laterali collegati da un sottopassaggio al fabbricato di stazione. al mezzanino situato al piano terra. La stazione è dotata di rampa per l'accesso dei portatori di handicap.
| 1 | ■ Linea Kintetsu Kyōto | per Shin-Hōsono, Yamato-Saidaiji, Nara, Tenri, Yamato-Yagi, Kashiharajingū-mae e Yoshino |
| 2 | ■ Linea Kintetsu Kyōto | per Shin-Tanabe, Ōkubo, Tambabashi, Kyoto e Kokusaikaikan                                |

## Stazioni adiacenti
| «                    | Servizio             | »                    |
| Linea Kintetsu Kyoto | Linea Kintetsu Kyoto | Linea Kintetsu Kyoto |
| -------------------- | -------------------- | -------------------- |
| Kintetsu Miyazu      | Locale               | Shin-Hōsono          |
| Transito             | Espresso             | Transito             |